# Felice Anzi
Felice Anzi (Verona, 25 ottobre 1869 – Milano, 20 dicembre 1958) è stato un giornalista italiano.
Figlio di un sacrestano, Felice Anzi aveva cominciato a lavorare, all'età di 13 anni, come fattorino a Verona. Per i tempi, il fatto che a quell'età già lavorasse non rappresentava un'eccezione, così apparve del tutto naturale che a soli 15 anni si trasferisse a Milano, dove gli era stato offerto un posto presso l'agenzia che distribuiva "Il Gazzettino di pubblicità". A Milano il ragazzo divenne presto un attivo militante del Partito Operaio e poi segretario della Commissione di propaganda socialista operaia. La sua attività politica gli valse numerosi arresti e alla fine anche il licenziamento, si era nel 1888, dallo stabilimento Carlo Erba, nel quale nel frattempo era stato assunto. Per sopravvivere, il ragazzo decise di aprire una rivendita di giornali in quella che allora si chiamava Piazza Monforte. Quel lavoro, per quasi quarant'anni, gli diede di che vivere, mentre continuava a svolgere attività per il Partito Operaio e poi per il Partito socialista. Sino alla Liberazione, Felice Anzi fu tenuto d'occhio dalla polizia, ma non fu più perseguitato. L'ultima "diffida" ufficiale l'ebbe, infatti, nel 1940.
Il giornalaio socialista, come molti lo chiamavano, aveva ottant'anni quando fu tra i promotori della nascita, nel 1949, della rivista "Movimento operaio" e fino ai suoi ultimi anni collaborò a "Critica sociale".

## Libri
- Il movimento operaio socialista italiano (1882-1894), Milano, Società Editrice "Avanti!", 1946.